# 樹村穗
樹村穗（日语：／ Kimura Minori，1949年11月11日—），日本漫畫家，24年組之一。

## 經歷
埼玉縣出身。於1964年中三時，作品〈ピクニック〉刊登在《Ribon》春之增刊號出道。創作題材不似60年代主流的風格，而是以奧斯威辛集中營、里約貧民窟等地為故事背景，題材多元，與其他的24年組漫畫家對少女漫畫的創新有深遠影響。

## 助手
- 酒井美羽
- 佐佐木淳子
- 笹生那實
- 夢野一子